# Вяземский, Сергей Сергеевич (контр-адмирал)
Серге́й Серге́евич Вя́земский (1869—1915) — русский военный деятель, контр-адмирал.

## Биография
Родился 1 марта 1869 года в семье Сергея Сергеевича Вяземского (1827—1901) и Елизаветы Дмитриевны, урождённой Костомаровой (1846—1901).
Окончил Морское училище (1888), Артиллерийский офицерский класс (1893), Гидрографическое отделение Николаевской морской академии (1896).
Командовал миноносцами № 61 и № 68 (1897). Участвовал в подавлении Боксерского восстания.
Командовал миноносцем № 11 (1902) и миноноской № 105 (1903).
Во время русско-японской войны в качестве старшего офицера крейсера «Жемчуг» (1904—1906) участвовал в Цусимском сражении (14.05.1905).
Затем командовал транспортом «Шилка» (1906—1908), крейсером «Жемчуг» (1908—1909), 2-м (1909—1910) и 1-м (1910—1912) дивизионами Минной бригады Владивостокского отряда.
Переведен на Балтику 10 декабря 1912 года. Командовал линейными кораблями (броненосцами) «Император Александр II» (1913—1914), «Слава» (24.12.1914—12.09.1915). Был убит на «Славе» прямым попаданием 100-мм снаряда в нижнюю кромку визирной прорези боевой рубки во время артиллерийской дуэли с германскими полевыми батареями у мыса Рагоцем.
Тело Вяземского было перевезено по железной дороге в Петроград и он был похоронен в Александро-Невской лавре.
В 1891 году экипажем крейсера «Джигит» в честь члена экипажа, мичмана Вяземского была названа гора Вяземского, находящаяся на побережье Японского моря (залив Петра Великого, залив Стрелок).

## Воинские звания
Мичман - 1888
Лейтенант - 1894
Контр-адмирал - 12.09.1916

## Награды
- Орден Святой Анны 2-й степени (06.12.1912)
- Орден Святого Станислава 2-й степени (18.04.1910)
- Орден Святого Владимира 4-й степени (18.06.1907)
- Орден Святого Владимира 3-й степени (17.08.1915)
- Посмертно награждён Георгиевским оружием (27.10.1915) — «За подвиги мужества и храбрости, связанные с выполнением или содействием к выполнению опасных операций, имеющих большое боевое значение».